# 幾億光年
「幾億光年」（いくおくこうねん）は、日本のバンド・Omoinotakeの楽曲。2枚目のシングルとして、2024年2月28日にSony Music Associated Records内のレーベル「onenation」から発売された。楽曲は、TBS系 火曜ドラマ『Eye Love You』主題歌として書き下ろされた。
第97回選抜高等学校野球大会入場行進曲。

## 解説
楽曲はミディアムテンポのラブソングとなっており、距離や時間に隔てられても決して変わらない愛する想いがひたむきに歌われている。ゴールデンプライム帯のドラマの主題歌を担当するのはバンド初である。楽曲のホーンアレンジは小西遼が担当した。タイトルの「幾億光年」は想像もつかない遠さという意味でつけられている。もともとは「幾千光年」というタイトルであったが、幾千光年先にも実在する星があることを意識して「幾億光年」に変更された。
楽曲についてOmoinotakeは
とコメントしている。
シングルのジャケットワークはSEIYA FUJIIが監督を務めた。フラワーアーティストであるTatsuki Inoueの作品が元となっており、バンドはインタビューにて生きている花と長い時間を経て枯れた花の2つが描かれており、長い時間の経過を表していると語っている。
カップリング「アクトレス」は、“自分を演じる”ことがテーマになっている女性目線のラブソング。バンドはJ-WAVE「誰だってNeed Music」に出演した際、「幾億光年」と同じく星や夜空をモチーフにしたことを明かしている。2024年3月5日に楽曲のスタジオライブ映像が公開された。

## 背景・リリース
2023年12月5日、TBS系「火曜ドラマ」枠にて2024年1月23日から放送されるテレビドラマ『Eye Love You』の主題歌に楽曲が起用されたことが発表された。2024年1月12日、楽曲が2024年1月24日に配信リリースされることが発表された。同時に配信ジャケットも公開された。
2024年1月23日、楽曲がバンド2枚目のCDシングルとして2024年2月28日にリリースされることが発表されたまた、Sony Music Shopでの早期予約特典として、“Omoinotake「幾億光年」SGリリース記念プレミアムレコーディングスタジオライブ”招待の抽選企画が発表された他、楽曲のダウンロード購入が条件で応募できるプレゼント企画も開始された。翌日に楽曲が配信リリースされた。
2024年2月16日、YouTubeチャンネルTHE FIRST TAKE第406回に出演し、楽曲をメディア初歌唱した。2024年4月12日には自身の公式YouTubeチャンネルにてスペシャルライブ映像が公開された。

## チャート成績
2024年1月24日の配信リリース後、2024年2月7日公開のBillboard JAPAN Streaming Songsチャートで39位に初登場。2024年2月21日公開チャートからトップ10位圏に入り、2024年3月13日公開チャートでは最高順位である2位にランクインした。
2024年4月24日、Billboard JAPAN集計のストリーミング累計再生回数が史上6番目の速さで1億回を突破したと発表された。累計1億回再生を突破するのは自身初。また、2024年リリース作品の中ではCreepy Nuts「Bling-Bang-Bang-Born」に次いで2曲目となった。
2024年10月2日、Billboard JAPAN集計のストリーミング累計再生回数が3億回を突破したと発表された。
2024年10月9日、「オリコン週間ストリーミングランキング」にて自身初の3億回再生を突破した。リリースから7カ月が経過した9月のLINEミュージックにおける月間ランキング（9月1日～30日）でも、3位を維持するロングヒットを記録している。
これまでに、Spotify、Apple Music、LINE MUSICといった国内ストリーミングサービスのランキングにおいて最高2位を記録している。
2024年12月6日のBillboard JAPAN 2024 年間チャートにおいて、【Billboard JAPAN Hot 100 of the Year 2024】第3位、【Billboard JAPAN Streaming Songs of the Year 2024】 第3位、【Billboard JAPAN Download Songs of the Year 2024】第6位、と発表された。
2025年8月13日、Billboard JAPANチャートにおけるストリーミング集計で累計再生数5億回の大台を突破したと発表された。

## ミュージック・ビデオ
2024年2月6日にYouTubeにて公開された。バンドが楽曲を演奏するシーンのほか、髙石あかりと宇佐卓真が演じる恋人たちのストーリーが「永遠のスピード」をテーマに描かれている。監督は大久保拓朗。ビデオが公開2ヶ月で1500万回再生された。

## 収録内容
CDシングルは、通常盤と初回生産限定盤の2形態で発売。初回生産限定盤には過去のライブ映像を収めた特典Blu-rayが付属される。

### CD
| #         | タイトル                      | 作詞      | 作曲      | 編曲               | 時間  |
| --------- | ----------------------------- | --------- | --------- | ------------------ | ----- |
| 1.        | 「幾億光年」                  | 福島智朗  | 藤井怜央  | Omoinotake・小西遼 | 4:36  |
| 2.        | 「アクトレス」                | 福島智朗  | 藤井怜央  | Omoinotake         | 4:53  |
| 3.        | 「幾億光年 (Instrumental)」   | -         | 藤井怜央  | Omoinotake・小西遼 | 4:36  |
| 4.        | 「アクトレス (Instrumental)」 | -         | 藤井怜央  | Omoinotake         | 4:53  |
| 合計時間: | 合計時間:                     | 合計時間: | 合計時間: | 合計時間:          | 19:00 |

### Blu-ray/DVD
初回生産限定盤のみ収録。
- Omoinotake ONE MAN TOUR 2023 Ammolite 2023.10.6 @Zepp DiverCity (TOKYO)

| #  | タイトル                   | 作詞 | 作曲・編曲 |
| -- | -------------------------- | ---- | ---------- |
| 1. | 「Blessing」               |      |            |
| 2. | 「Ammonite」               |      |            |
| 3. | 「夏の魔法のせいじゃない」 |      |            |
| 4. | 「渦幕」                   |      |            |
| 5. | 「トートロジー」           |      |            |
| 6. | 「幸せ」                   |      |            |
| 7. | 「オーダーメイド」         |      |            |

## タイアップ
幾億光年
TBS系 火曜ドラマ『Eye Love You』主題歌

## 受賞歴
- 2024
  - 第66回日本レコード大賞「優秀作品賞」[23]
  - USEN MUSIC AWARD 2024「2024年間 USEN HIT J-POPランキング」及び「2024 年間 USEN HIT J-POP／洋楽ランキング」第1位 [24]
- 2025
  - 第39回日本ゴールドディスク大賞「ベスト3ソング・バイ・ダウンロード」[25]
  - 第39回日本ゴールドディスク大賞「ベスト5ソング・バイ・ストリーミング」[26]
  - MTV VMAJ 2025「Best Storytelling Video」Dir. 大久保拓朗[27]

## カバー
- Poppin'Party［戸山香澄（愛美）］×高松燈（羊宮妃那） - ゲーム『バンドリ! ガールズバンドパーティ!』に収録（2024年12月29日追加）。